# 松野勇雄
松野 勇雄（まつの いさお、1852年5月17日（嘉永5年3月29日） - 1893年（明治26年）8月6日）は、皇典講究所、國學院設立に尽力した国文学者。幼名・秀吉、通称・栄、または盛枝、達志、尚志、のち勇雄に定めた。号は東海。

## 経歴
1852年、備後国御調郡三原（現在の広島県三原市）生まれ。父は広島藩三原城主浅野家の家臣で郡奉行に所属、平田篤胤没後の門人であった。勇雄は幼少より国学、漢学を修めまた剣、弓、銃、砲の技を学んだ。1864年浅野家の大砲方を拝命、1866年、藩校の授読を命じられその後、矢野郷校、三原郷校（藩校修道館分校）、竹原皇学校、三津皇学校の教授となった。
維新後の1872年に大阪に出る。翌1873年に立志を抱き上京し、平田銕胤の学僕となる。同1873年、宇佐神宮禰宜に就く。1875年より神道事務局編輯専務、大教院専務を兼任、『祝詞文例』等を編す。1876年、生徒寮塾長兼務、皇大神宮権主典拝命。奉職中、神宮神官の子弟の教育機関・神宮教院（現・皇學館大学）の生徒取締役に転ず。これを基礎に拡大強化し、本教館を興して全国規模で有志学生を募集。落合直文、池辺義象等はこの折りの学生である。1877年には権禰宜に進む。また、本居豊穎の養子となったが、まもなく同家を去った。1879年には神宮権禰宜を辞し、神道事務局に奉仕し、漢学を講じた。
1882年、皇典講究所の設立にあたり事務局創建係を拝し、全国遊説に亘り募金に東奔西奔、畢生の情熱を傾け渾身の精力を注ぐ。有栖川宮熾仁親王や山田顕義を始めとする内務省官僚らと設立に尽力。松野は宍野半幹事と共に創建係・幹事補（のち幹事）として実質の主脳者となり経営の任に当った。当時は欧化全盛で洋風に傾く時代ながら国文最初の雑誌『日本文学』の刊行や『古事類苑』の編纂、皇典講究所講演の開催などで国学の研究普及に努めた。またそれまで神宮神官の少数の子弟のみを教育していた事業を、広く全国から生徒を募るよう意見を出し1890年、皇典講究所を拡充発展させた國學院の創立に携わった。この間1988年には元田直、丸山淑人、今泉定助らと補充中学校（現在の戸山高等学校）を設立。この後病に倒れ1893年、國學院第1回の卒業式出席後入院し、同年没した。享年42。墓所は染井霊園。

## 受賞・栄典
- 1922年：従五位が贈られた[1]。